# Barenton
Barenton ist eine französische Gemeinde mit 1.166 Einwohnern (Stand: 1. Januar 2022) im Département Manche in der Region Normandie. Die Gemeinde gehört zum Arrondissement Avranches und zum Kanton Le Mortainais. Die Einwohner werden Barentonnais genannt.

## Geographie
Barenton liegt etwa 40 Kilometer ostsüdöstlich des Stadtzentrums von Avranches. Die Gemeinde gehört zum Regionalen Naturpark Normandie-Maine. Umgeben wird Barenton von den Nachbargemeinden Ger im Norden und Nordosten, Saint-Georges-de-Rouelley im Osten, Saint-Cyr-du-Bailleul im Süden, Saint-Jean-du-Corail im Westen sowie Saint-Clément-Rancoudray im Nordwesten.

## Geschichte

### Das Internierungslager fürNomadesin Barenton
Eine in Frankreich lange Zeit verdrängte Geschichte war die der Ausgrenzung jener Menschen, die hier als Nomaden (Nomades), Zigeuner (Tsiganes) oder Manouches bezeichnet wurden und werden. Diese Ausgrenzung begann spätestens mit einem Gesetz von 1912, dem in der Zeit zwischen den beiden Weltkriegen weitere Verwaltungsmaßnahmen zur Reglementierung des Alltagslebens und zur Überwachung folgten.
Am 6. April 1940 verfügte Albert Lebrun, der Präsident der französischen Republik, in einem Dekret die Isolierung von Nomaden an besonderen Orten unter Polizeiaufsicht. Begründet wurde dies mit einem angeblichen Risiko, das in Kriegszeiten von „Nomaden“ ausgehe. Im Zuge des Vorrückens der deutschen Wehrmacht kam es dann in der zweiten Hälfte des Jahres 1940 zur Zwangsvertreibung der Sinti und Roma aus dem Elsass, und am 4. Oktober 1940 ordnete der Oberbefehlshaber des Heeres schließlich die zwangsweise „Überführung“ von Sinti und Roma in „Sammellager“ an.
In der Folge wurden in Frankreich etwa 30 Zentren geschaffen, von denen 25 ausschließlich für Sinti und Roma reserviert waren. Eines der kleinsten unter ihnen war die „Cité de la Mine“ in Barenton. Hier wurden auf Initiative des Unterpräfekten der Avranches ab dem 11. April 1941 ein Sammellager für etwa dreißig Sinti und Roma eröffnet, die sich zuvor auf dem Festplatz von Gavray aufgehalten hatten.
Das Sinti- und Roma-Lager in Barenton war das kleinste in Frankreich. Es lag abseits der Straße von Barenton nach Rancoudray und befand sich in einem großen Backsteingebäude, das zum Abriss vorgesehen war. Das Gelände war mit Stacheldraht umzäunt.
Am 8. Oktober 1942 wurde das Lager in Barenton geschlossen. Die 36 Insassen (12 Männer, sechs Frauen und 18 Kinder) wurden in das Internierungslager für Nichtsesshafte in Montreuil-Bellay verlegt.
Das Lager in Barenton war lange Zeit aus dem öffentlichen Bewusstsein verschwunden. Erst am 11. Oktober 2008 konnte dann im „forêt de la Lande“ ein Gedenkstein zur Erinnerung an das Lager eingeweiht werden. Er trägt die Inschrift:

„11 avril 1941 - 8 octobre 1942//Ici, l'occupant nazi,//avec la complicité//des autorités de Vichy//a fait interner des Tsiganes.//Des enfants, des vieillards,//des femmes et des hommes//ont souffert.//Souvenons-nous,//pour que rien de semblable//ne survienne demain!

11. April 1941 - 8. Oktober 1942//Hier ließen die Nazi-Besatzer//mit der Komplizenschaft//der Vichy-Behörden//Zigeuner internieren.//Kinder, Alte,//Frauen und Männer//haben gelitten.//Erinnern wir uns,//damit morgen nichts//Ähnliches geschieht!“

## Bevölkerungsentwicklung
| Jahr                       | 1962 | 1968 | 1975 | 1982 | 1990 | 1999 | 2006 | 2018 |
| Einwohner                  | 1672 | 1598 | 1452 | 1547 | 1437 | 1348 | 1293 | 1171 |
| Quellen: Cassini und INSEE |      |      |      |      |      |      |      |      |

## Sehenswürdigkeiten
- Kirche Mariä Himmelfahrt aus dem 19. Jahrhundert
- Kapelle Notre-Dame-de-Bonté in Montéglise aus dem 16./17. Jahrhundert, Monument historique

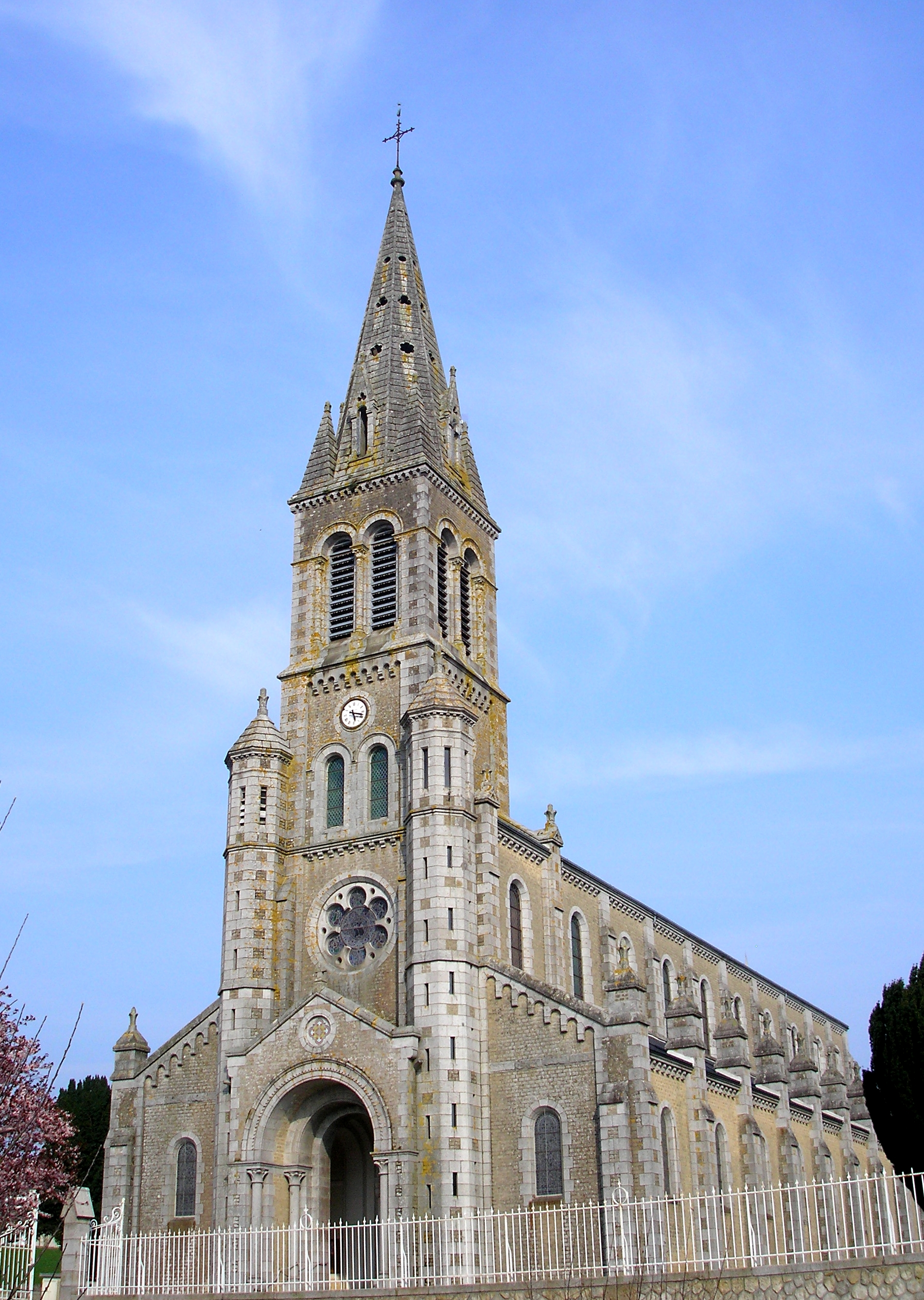
Kirche Mariä Himmelfahrt
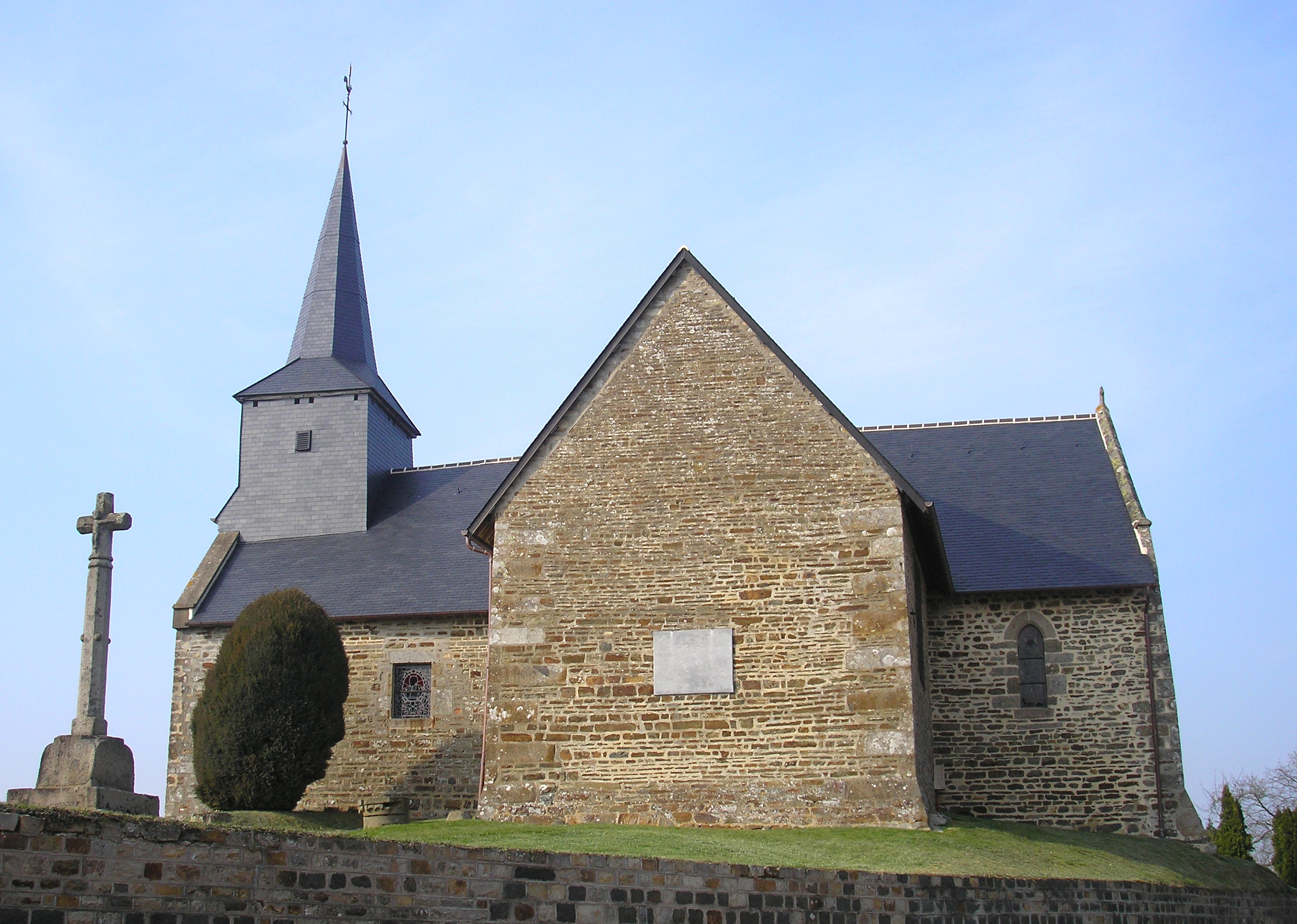
Kapelle Notre-Dame-de-Bonté

## Gemeindepartnerschaft
Mit der deutschen Gemeinde Puderbach in Rheinland-Pfalz besteht seit 1970 eine Partnerschaft.

## Persönlichkeiten
- Guillaume Postel (1510–1581), Humanist und Universalgelehrter
- Catherine Théot (1716–1794), Mystikerin